# Peter Pond

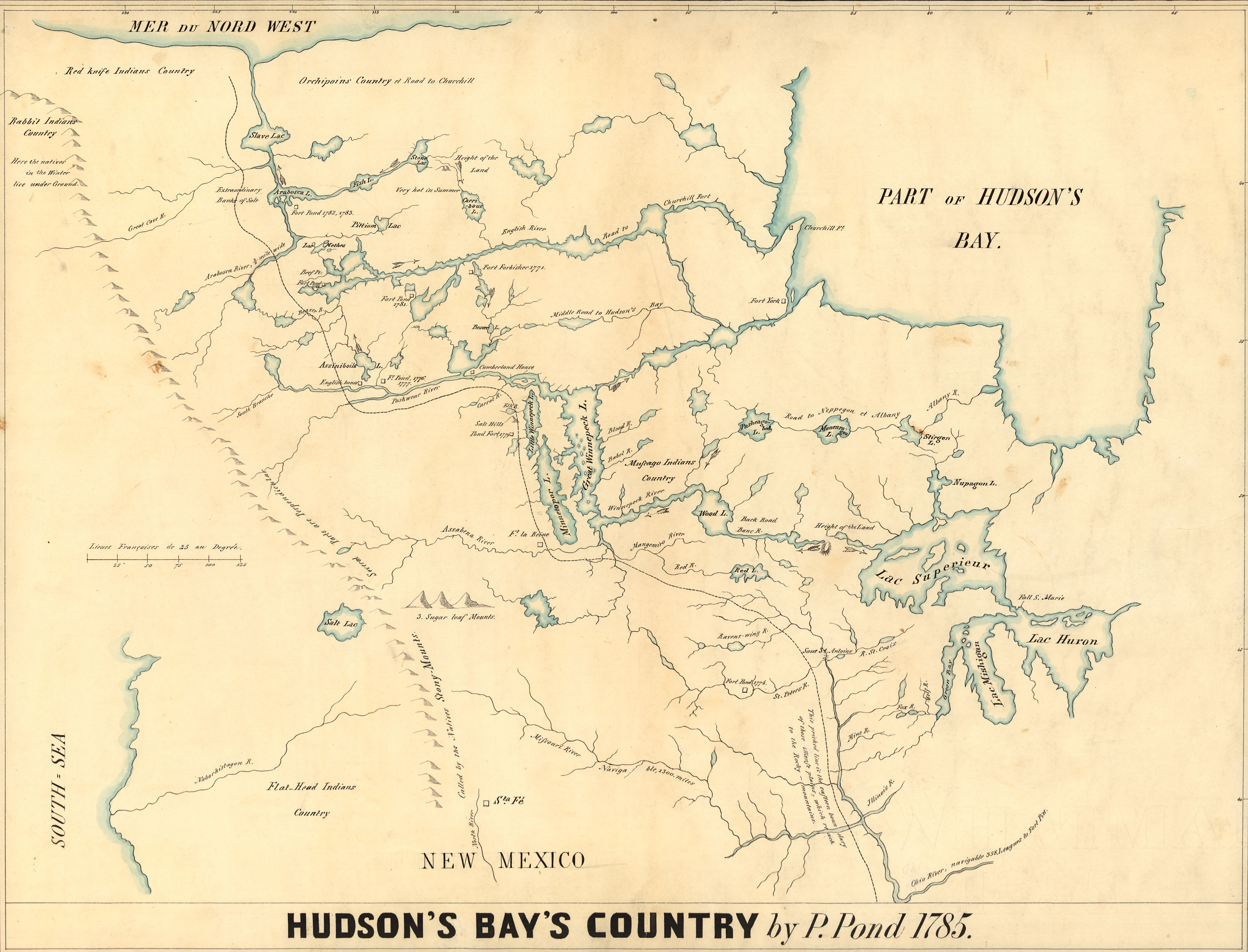
Ponds Karte der Hudson Bay-Region von 1785

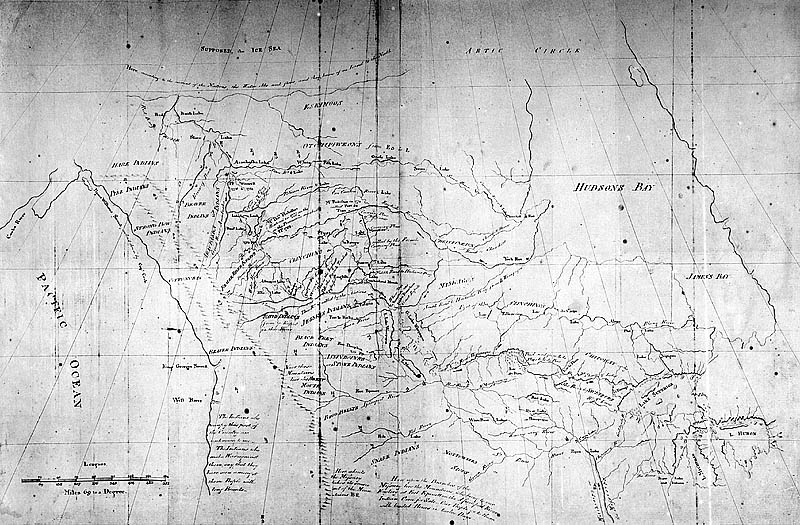
Ponds Karte der Athabasca-Region von 1785

Peter Pond (* 1740 in Milford, Colony of Connecticut; † 1807 in Nordamerika) war ein Pelzhändler, Forscher und Entdecker.

## Einzelheiten
Pond trat im Alter von 16 Jahren in die Kolonialarmee ein und nahm an der Eroberung des französischen Montréal durch die Briten teil. In den Jahren 1775/76 arbeitete er im Gebiet der Flüsse Sturgeon und Saskatchewan, bevor er in den beiden folgenden Jahren an den Expeditionen der Forscher und Fellhändler Alexander Henry und Benjamin Frobisher zum Churchill-Fluss teilnahm, in denen sie bis zum Fluss Clearwater und zum Athabascasee vordrangen.
Ab 1780 erforschte und kartierte Pond den Nordwesten Kanadas vom Lac la Ronge hinauf zum Lac Île-à-la-Crosse, wo er 1782/83 überwinterte. Aufgrund seiner unzureichenden Ausstattung unterliefen ihm hier einige kartographische Fehler.
Das größte Verdienst Ponds liegt in der Erforschung großer Teile der Seen und Flüsse Zentralkanadas. Zu nennen sind die Seen Cree Lake, Lac la Ronge, Lac la Plonge, Gold Lake und Candle Lake und die Flüsse Peace River, Churchill River und Athabasca River. Vor allem der weitaus bekanntere Entdecker Alexander MacKenzie hätte seine Vorhaben ohne die geographischen Vorarbeiten Ponds kaum durchführen können.
Pond blieb als Forscher zu Lebzeiten verkannt, erst nach seinem Tode erhielt der Peter Pond Lake im nördlichen Saskatchewan ihm zu Ehren seinen Namen.